# Unió de Compositors de l'Azerbaidjan
La Unió de Compositors de l'Azerbaidjan (en àzeri: Azərbaycan Bəstəkarlar İttifaqı) és l'organització musical a l'Azerbaidjan.
Va ser fundada el 30 de juny de 1934 pel compositor Üzeyir Hajibeyov com el departament de la Unió de Compositors Soviètics. Üzeyir Hajibeyov dirijió aquesta organització des de 1936 fins al final de la seva vida. L'edifici de la unió va ser construït el 1912.
Actualment el president de la Unió de Compositors de l'Azerbaidjan és Frangiz Alizade, compositora, pianista, musicòloga i Artista de la vila de la República de l'Azerbaidjan. La unió consta de 200 membres.

## Presidents
- Asan Rifatov (1934-1936)[4]
- Üzeyir Hajibeyov (1936-1948 President)
- Said Rustamov (1948-1952 President)
- Qara Qarayev (1953-1982 President)
- Fikret Amirov (1956-1984 Secretari)
- Ramiz Mustafayev (1968-1973 Secretari)
- Elmira Abbasova (1973-1985 Secretari)
- Rauf Hajiyev (1979-1985 Secretari)
- Agshin Alizade (1985-1990 President, 2007-2012 Secretari)
- Jovdat Hajiyev (1985-1990 Secretari)
- Tofig Guliyev (1990-2000 President)
- Vasif Adigozalov (1990-2006 Secretari)
- Ramiz Zohrabov (1990-2012 Secretari)
- Frangiz Alizade (2007-actualitat President)